# انرژی مثبت
انرژی مثبت (به انگلیسی: PlusEnergy) اصطلاحی است در طراحی ساختمان که توضیح می‌دهد چگونه یک سازه بیشتر از میزان انرژی مورد نیازش، انرژی تولید می‌کند. اولین بار در سال ۱۹۹۴ توسط رولف دیچ به این اصطلاح اشاره شد، زمانی که وی مشغول ساخت اقامت گاه شخصی اش، به نام گل آفتابگردان بود، که البته اولین خانه انرژی مثبت در دنیا به حساب می‌آمد. پس از آن رولف دیچ به دنبال اصلاح ایده‌های مرتبط با چندین پروژه ساخته شده توسط شرکت وی با عنوان معماری خورشیدی رولف دیچ بود تا شیوه معماری انرژی مثبت در سطحی وسیع تر در ساختمان‌های مسکونی، تجاری و همچنین در ریز فضاها به کار گرفته شود. تکنولوژی انرژی مثبت تنها یک روش برای ساخت خانه‌های سبز نیست، بلکه در سطحی وسیع تر در ساختمان‌های تجاری و ساختمان‌های مسکونی بزرگ کاربرد دارد، به علاوه این روش ترکیبی از علم بوم شناختی و معماری است.

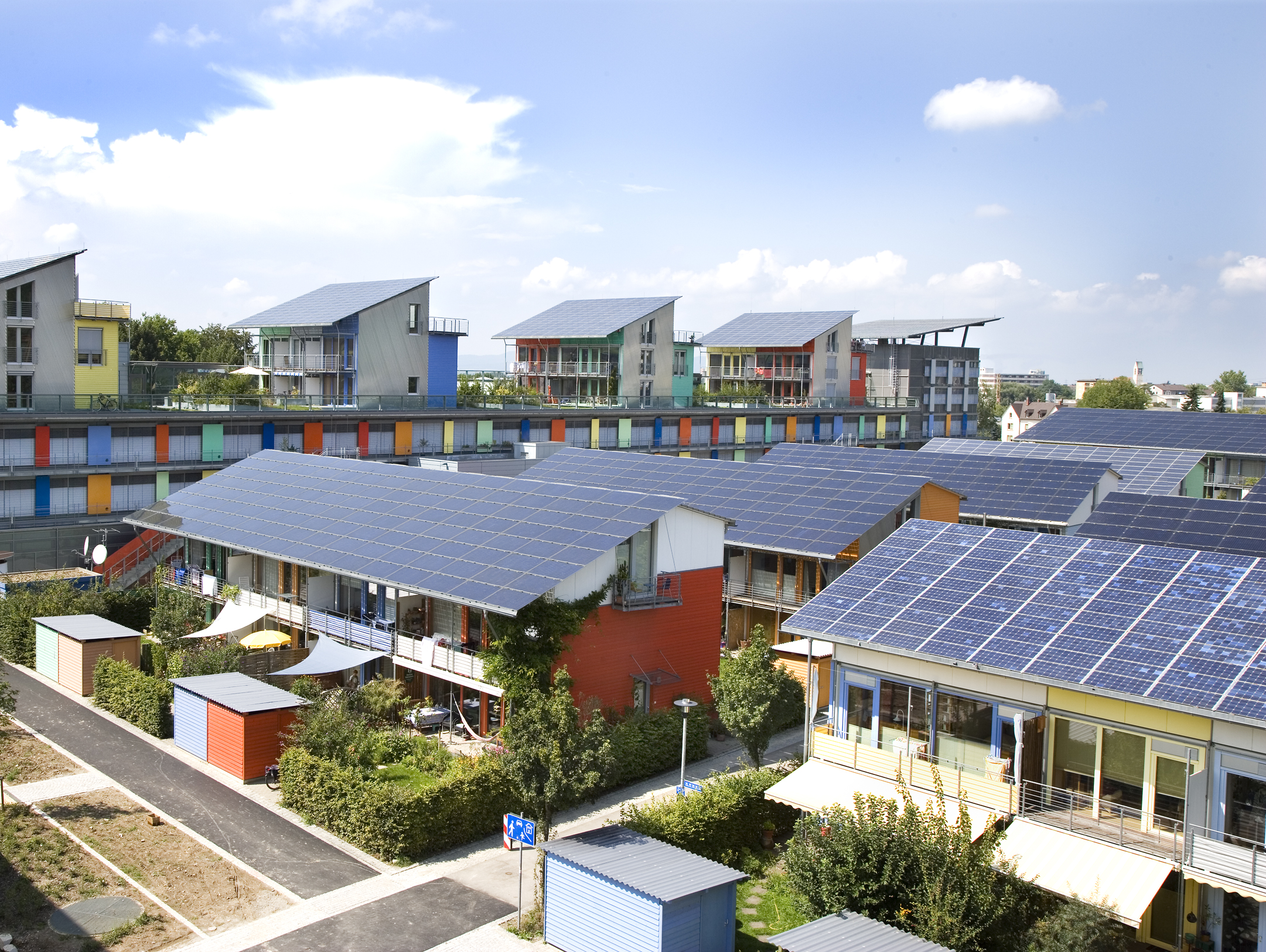
مسکن‌های خورشیدی و منظره پشت آن‌ها کشتی خورشیدی است که دو پروژه انرژی مثبت در فِریبرگ می‌باشد.

## راهبردهای فنی و تکنیکی
شیوه انرژی مثبت از تکنیک‌های مختلفی برای ساخت و سازه‌هایی که انرژی بیشتر از حد نیاز خود را تولید می‌کنند استفاده می‌کند. به عنوان مثال جذب حرارت در طول روز به منظور کاهش میزان انرژی مورد نیاز برای تولید حرارت در طول شب، که این مهم از طریق نصب پنجره‌هایی در قسمت شمالی و جنوبی ساختمان که اجازه ورود نور بیشتری به ساختمان می‌دهد انجام می‌شود. در نتیجه نیاز به انرژی به منظور روشن نگه داشتن لامپ‌های حبابی کاهش پیدا می‌کند. پنجره‌های سه جداره (U-value = ۰٫۷) حرارت را درون ساختمان به دام می‌اندازد و مانع خروج انرژی گرمایی از ساختمان می‌شوند و همچنین افزودن یک عایق قوی به این سیستم به این معناست که فضای ساختمان برای بعدازظهر گرم شده و در نتیجه در طول شب به حرارت کمتری نیاز داریم. کشتی خورشیدی در یک مساحت ۶۰٬۰۰۰ فوت مربع (۵٬۶۰۰ متر مربع) دارای فضاهای تجاری، ریز فضاها و همچنین فضاهای مسکونی با ساختار انرژی مثبت و تکنیک‌هایی مانند تغییر مواد به کار رفته در دیوارها و عایق‌گذاری از طریق ایجاد خلأ در دیوارها می‌باشد، که این امر اجازه می‌دهد بیشترین استفاده از فضای کف ساختمان بشود.

## جنبه‌های اجتماعی و جامعه‌شناسی
یکی از مهمترین مشخصه‌های پروژهٔ انرژی مثبت که آن را از ایده‌های مشابه متفاوت می‌کند، این است که صاحبان یا مستاجران این ساختمان‌ها قادر خواهند بود بدون قربانی کردن استانداردهای زندگی یا سبک زندگیشان به راحتی در آن‌ها کار و زندگی کنند. به عنوان مثال صفحه‌های خورشیدی به شیوه‌ای زیبا و خوشایند طراحی شده‌اند و در نتیجه به عنوان نمای بیرونی ساختمان در نظر گرفته شده‌اند، که این اتفاق تأکید گروه طراحی انرژی مثبت را بر جنبه‌های اجتماعی این پروژه نشان می‌دهد، تا حدی که سیستم‌های مدیریت و انتقال آب نیز به عنوان بخشی از طراحی در نظر گرفته شده‌اند.
سبک طراحی انرژی مثبت همچنین بر اهمیت توسعه پایدار بر جوامع نیز تأکید فراوان دارد. جامعه‌ای با انرژی کارآمد است که در تولید، نکات مثبت و غرور جامعه دیده می‌شود. به گفته رولف دیچ، او در طراحی اش جنبه‌هایی از اقدامات نوآورانه، ایجاد کیفیت بالا برای مستاجران و یک محیط کاری خلاق را در کنار هم در نظر گرفته‌است. تکنیک‌های طراحی بوم شناختی شهری مانند مدیریت راه‌ها با پیاده‌روهای جذاب و عریض، مسیرهای دوچرخه سواری و اتصال این مسیرها به سیستم‌های حمل و نقل عمومی همگی جزئی از ایده انرژی مثبت هستند. به عنوان مثال در مجتمع‌های مسکونی خورشیدی، مستاجران و صاحب خانه‌ها در طرحی، اشتراکی از دوچرخه و اتومبیل استفاده می‌کنند و همچنین در این محله‌ها منطقه وسیعی وجود دارد که هیچ ماشینی در آن تردد نمی‌کند اما ایستگاههای حمل و نقل عمومی بسیاری برای مردم مهیا است.

## خانه‌های انرژی مثبت

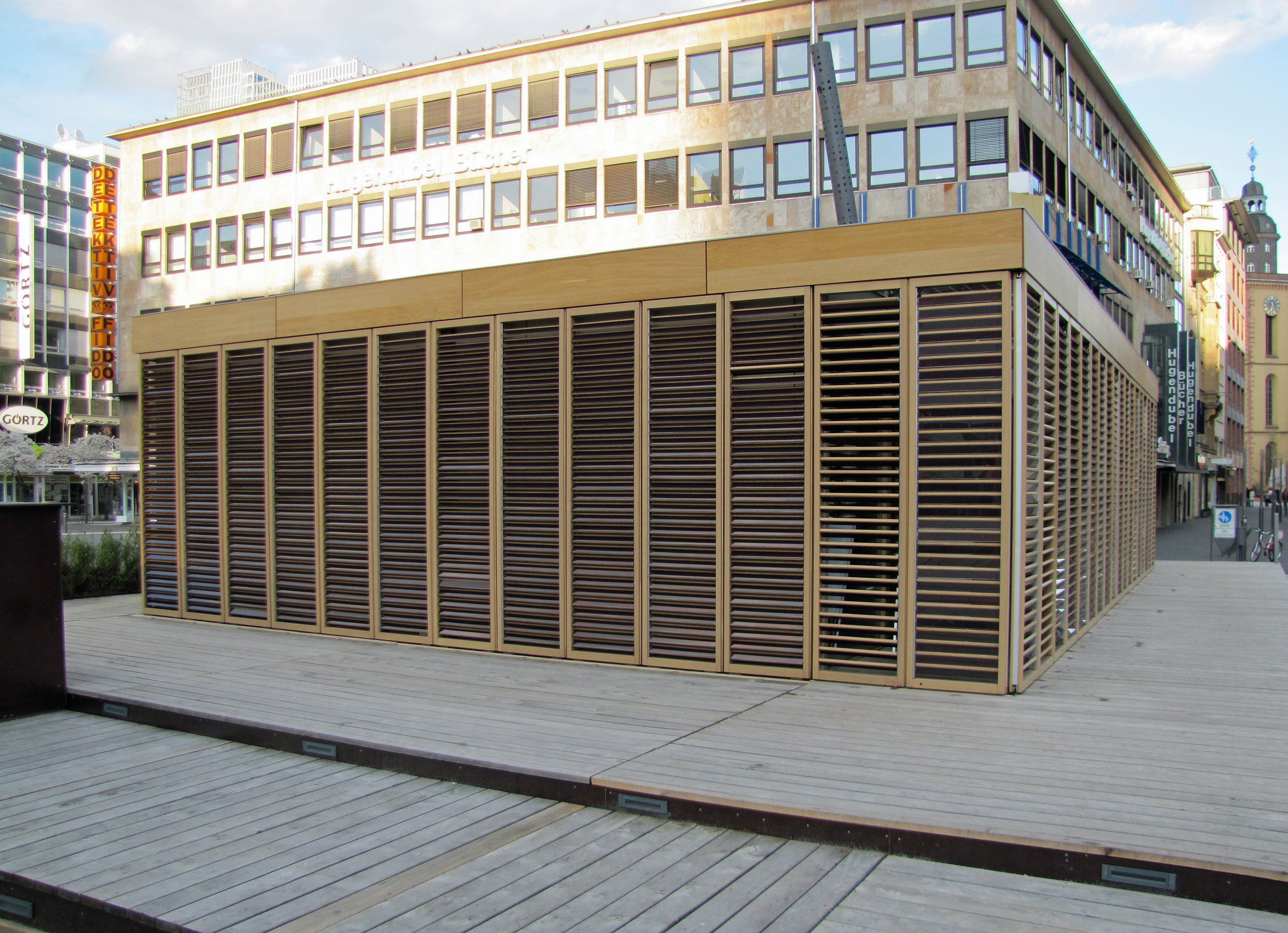
یک نمونه اولیه در آلمان

خانه‌های انرژی مثبت (به انگلیسی: Energy-plus-house) به خانه‌هایی گفته می‌شود که بیشترین انرژی خود در طول یک سال را از منابع انرژی تجدید پذیر تأمین کند.
از ویژگی‌های این نو ساختمان می‌توان موارد زیر را ذکر کرد:
- طراحی منفعل خورشیدی ساختمان
- عایق
- دقت در انتخاب سایت و نحوه قرارگیری ساختمان

بدین صورت است که با استفاده از ترکیبی از فناوری نسل نو و ساختمان‌هایی که بر پایه تکنیک‌های میکرو انرژی پایین است می‌توان خانه‌هایی با انرژی مثبت به دست آورد، کاهش کارایی مدرن نیز می‌تواند به صرفه جویی انرژی کمک کند، با این حال بسیاری از خانه‌های انرژی مثبت تقریباً از یک خانه سنتی غیرقابل تشخیص است، و مردم ترجیح می‌دهند به جای استفاده از لوازم بسیار انرژی بر لوازم و تجهیزاتی با انرژی کارآمد در سراسر خانه استفاده کنند.

## نمونه‌هایی از پروژه‌ها

### پروژه گل آفتابگردان
در سال ۱۹۹۴ به عنوان اقامت گاه شخصی رلف دیچ در فریبورگ ساخته شده‌است. طراح این پروژه مدعی است که سازه گل آفتابگردان اولین ساختمانی است که بیشتر از میزان مصرفش انرژی تولید می‌کند و کاملاً تکیه بر انرژی‌های تجدید پذیر دارد (با قابلیت خنثی‌سازی دی‌اکسید کربن). از ویژگی‌های این سازه این است که برای جذب نور خورشید به دور خود می‌چرخد که این قابلیت اجازه می‌دهد که میزان زیادی نور خورشید و گرما را در طول روز جذب کند. چندین تکنولوژی مختلف در این ساختمان به کار رفته است، که این تجهیزات جهت تولید حرارت و آب جوش به کار می‌روند.
چندین تکنولوژی تولید انرژی دیگر در این ساختمان استفاده شده‌است که شامل:۶۰۳ فوت مربع (۵۶٫۰ متر مربع) صفحه فتوولتائیک خورشیدی دو قطبی،  مبدل حرارتی زمین گرمایی،  تولید هم‌زمان نیروی برق و حرارت واحد ترکیب (CHP) و  سیستم انرژی حرارتی خورشیدی نرده‌های بالکن برای تأمین حرارت و آب گرم می‌باشد.
این تکنولوژی‌ها در کنار میزان زیادی عایق بندی به سازه این امکان را می‌دهند که بین ۴ تا ۶ برابر انرژی مصرفی مورد نیازش را بستگی به موقعیت فصلی در طول سال تولید کند. در این ساختمان یک سیستم تصفیه آب برای آب پسماند ساختمان تعبیه شده و همچنین توکاری ساختمان توسط مواد بازیافتی انجام شده‌است.
بعد از موفقیت‌هایی که در پروژه آفتابگردان فریبرگ حاصل شد، کمپانی hansgrohe با رلف دیچ (طراح پروژه خورشیدی) قرار دادی به منظور طراحی و ساخت پروژه آفتاب گردان دیگری بست تا در شهر هوفنبرگ آلمان به عنوان مرکزی برای بازدید و به نمایش گذاشتن این پروژه باشد. سومین پروژه آفتابگردان در شهر هیلپولت‌اشتاین از توابع ایالت باواریا به عنوان یک آزمایشگاه فنی دندانسازی تأسیس شد.

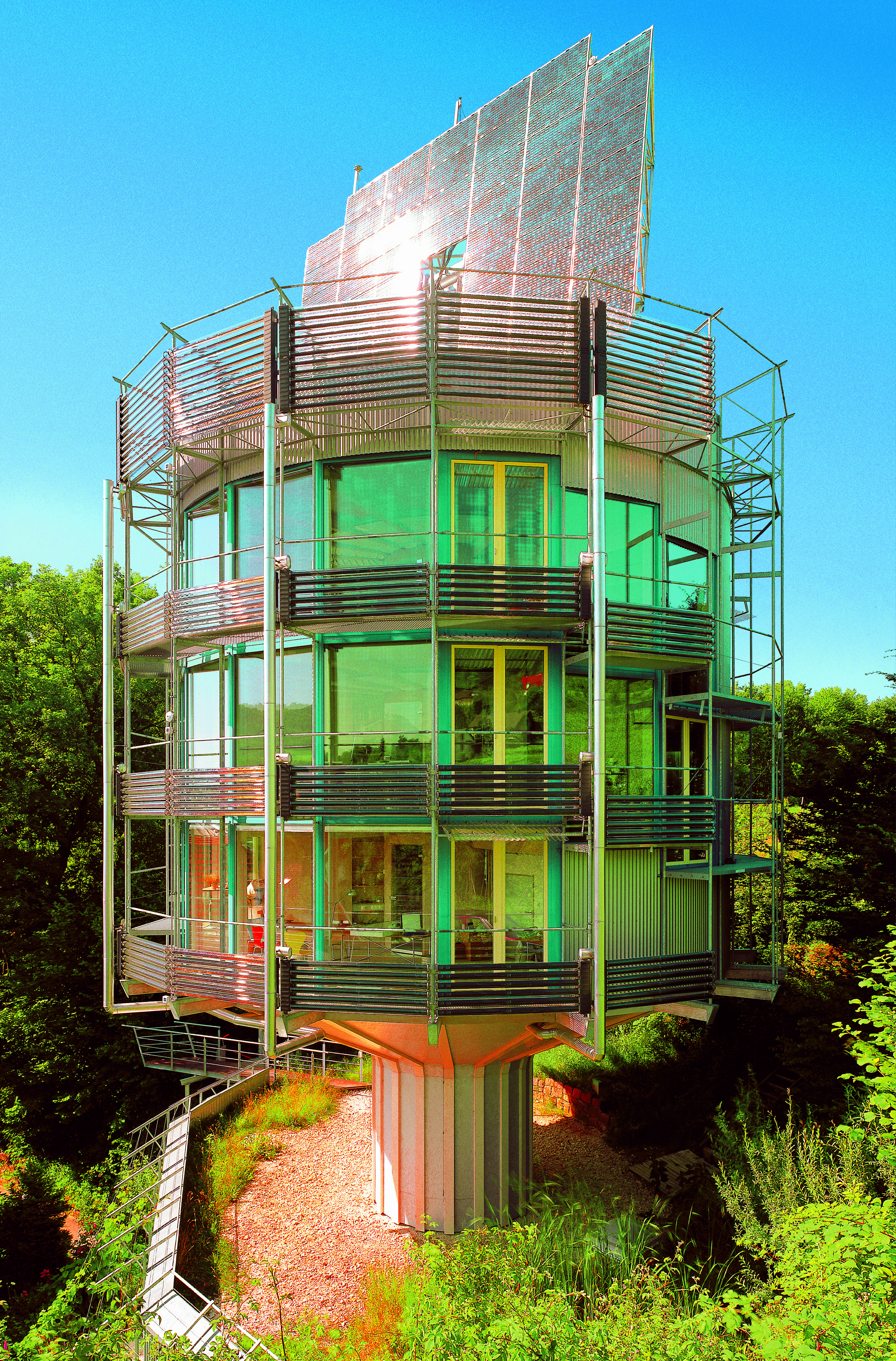
تصویر پروژه آفتابگردان در فریبرگ
هتل آفتابگردان در schloss waretensteinهتل آفتابگردان در schloss waretenstein

### خانه‌های خورشیدی
با موفقیت‌هایی که در پروژه آفتابگردان بدست آمد، سبک معماری خورشیدی رلف دیچ با ایدهٔ انرژی مثبت در حجم بالایی در قالب ۵۰ ساختمان مسکونی اجرا شد. پروژه‌ای که به نام خانه خورشیدی نامگذاری شد، در سال ۲۰۰۲ برنده جایزه «خانه سال» شد و همچنین برنده جایزه مجتمع‌سازی مسکونی در همان سال شد و در سال ۲۰۰۶ مورد توجه اکثر انجمن‌های خانه‌سازی در آلمان شد. در فاصله سالهای ۲۰۰۰ تا ۲۰۰۵ ساختمان‌هایی در محله vauban در فریبرگ در فریبرگ ساخته شدند، این خانه‌های خوشیدی به عنوان دیدگاه رلف دیچ دربارهٔ «الزامات زیست‌محیطی بنیادی در ساختمان سازی» ارائه شدند. از سال ۲۰۱۱ خانه‌هایی وجود داشت که بیشتر از ۸ سال مکان زندگی بود و سالیانه بیشتر از ۵۰۰۰ یورو معادل ۵۶۰۰ دلار انرژی مازاد تولید می‌کردند که به این واسطه صاحبان خانه‌ها سود می‌بردند.
این خانه‌ها از چوب‌های بلک فورست (به انگلیسی: "Black Forest") ساخته شدند و نمای چوبی داخل خانه و روشنایی طبیعی آن باعث شد که به خوبی فضا روشن شود و هوا در تمام اتاق‌ها جریان داشته باشد. مستاجران این خانه‌های خورشیدی ادعا می‌کنند، آن‌ها به لحاظ اقتصادی و زیست‌محیطی سود برده‌اند.

### کشتی خورشیدی
کشتی خورشیدی که در نزدیکی خانه‌های خورشیدی بنا شده‌اند، دارای ۶۰٬۰۰۰ فوت مربع (۵٬۶۰۰ متر مربع) فضا برای خرده فروشی، تجاری و مسکونی بودند. خانه‌هایی که به کشتی خورشیدی معروف هستند، در طبقه اول یک سوپر مارکت و کافی شاپ و در طبقه دوم و چهارم فضای اداری و کاری دارند، همچنین ۹ پنت هوس در پشت بام دارد. نکته قابل توجه دربارهٔ این ساختمان دیوارهای وکیوم عایق بندی شده (دیوارهایی که توسط دستگاه‌های وکیوم در آن‌ها خلأ ایجاد شده و عایق بندی شده‌اند)، سیستم تهویه هوای حرارتی بالای ۹۵درصد، پنجره‌های رنگی سه جداره و نمای خارجی این ساختمان از صفحه‌های خورشیدی است.
به عنوان اولین ساختمان انرژی مثبت دنیا، نه تنها از نظر میزان انرژی بازدهی بالایی دارد بلکه به لحاظ محیط کار نیز در آن بسیار خوشایند است. فضای این ساختمان از دو طرف شمال و جنوب به پنجره‌هایی منتهی می‌شود که مقدار زیادی از نور خورشید را جذب می‌کند و در نتیجه باعث کاهش هدر رفت انرژی که توسط نورهای مصنوعی ایجاد می‌شود، خواهد شد. به علاوه در فضای اداری و ریز فضاهای این ساختمان، دو سالن کنفرانس برای همایش‌ها و ملاقات‌ها مورد استفاده قرار می‌گیرد.

### جوایز
- جایزه مقاوم‌سازی آلمان در سال ۲۰۰۸
- جایزه محیط زیست و انرژی شهری و وپرتال آلمان در سال ۲۰۰۵
- جایزه انرژی جهانی در سال ۲۰۰۳
- در سال ۲۰۰۲ جایزه انرژی خورشیدی اروپا
- جایزه معماری فتوولتائیک در بیدن-وورتمبرگ در سال ۲۰۰۱

## جزئیات بیشتر در مورد پروژه‌ها
- ساختمان گل آفتابگردان, Vauban, در فریبرگ, ۱۹۹۴
- ساختمان آفتابگردان، اوفنبورگ, 1994
- ساختمان آفتابگردان، هیلپولت‌اشتاین, 1995
- خانه انرژی مثبت ساخته شده توسط رولف دیچ, ووبان، فرایبورگ, 2002
- کشتی خورشیدی, ووبان، فرایبورگ, 2004

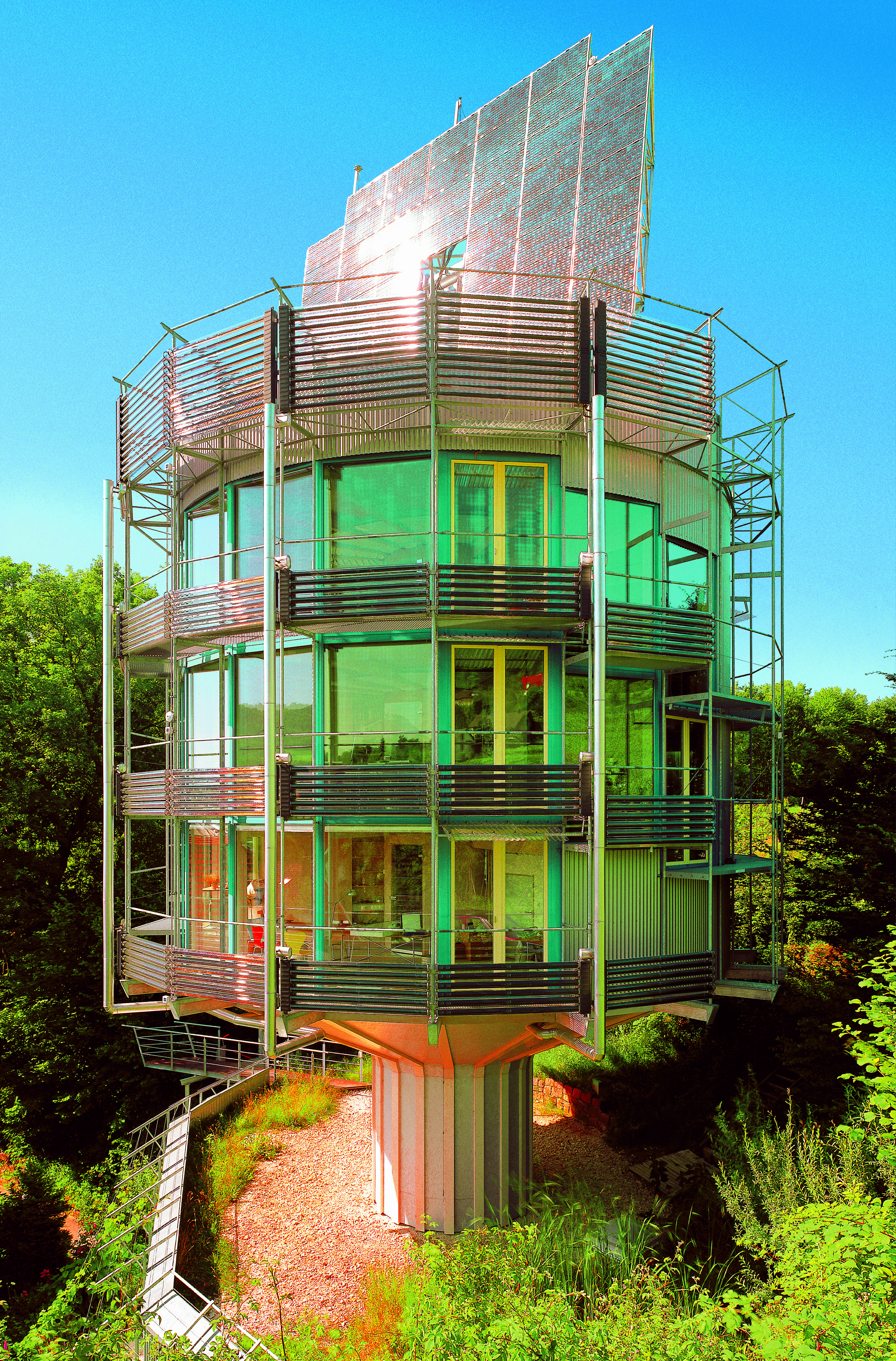
گل آفتابگردان در Vauban، فرایبورگ، ۱۹۹۴
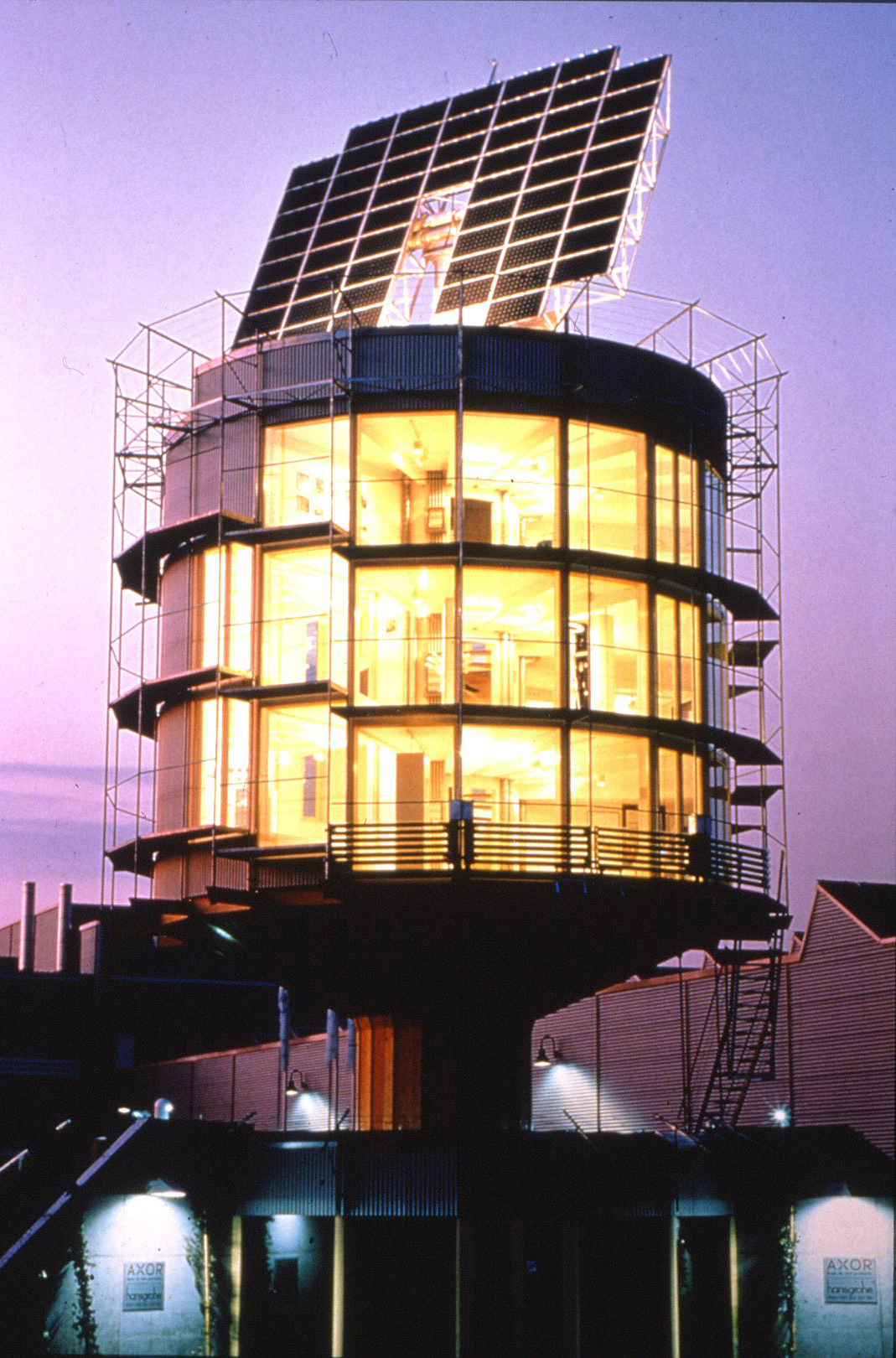
ساختمان گل آفتابگردان برایHansgrohe در اوفنبورگ, 1994
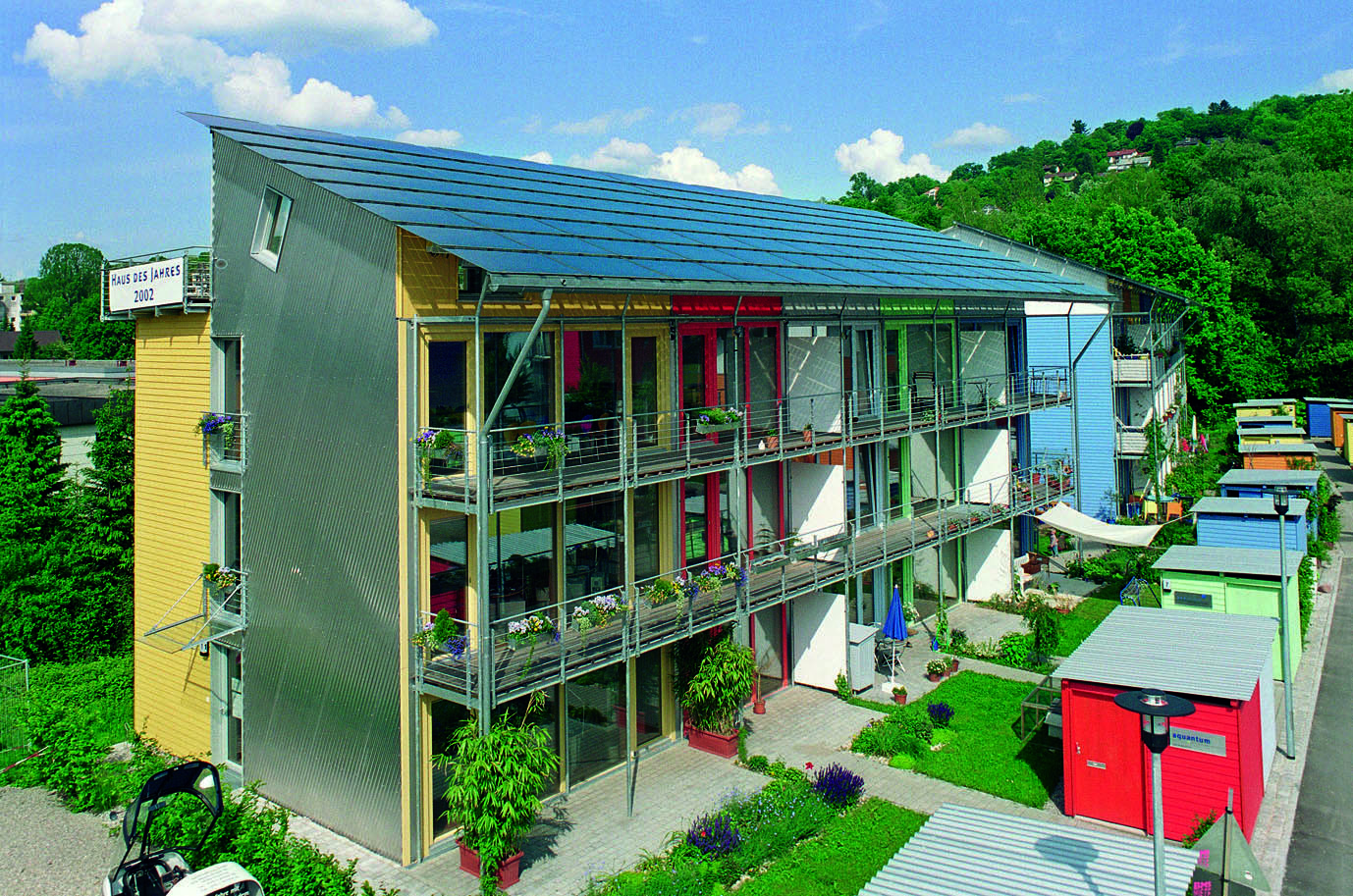
خانه انرژی مثبت طراحی شده توسط رولف دیچ, ۲۰۰۰
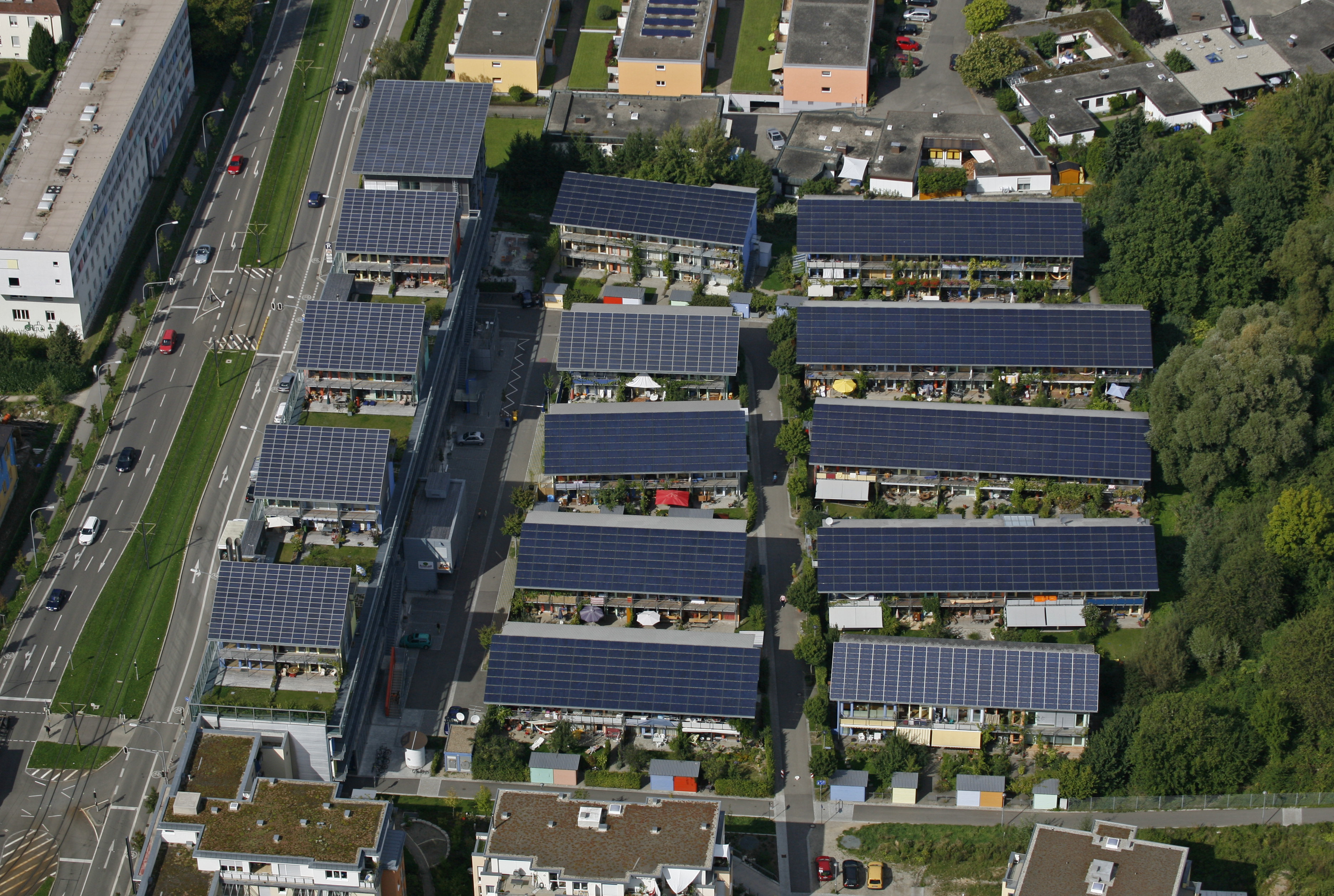
59 خانه انرژِی مثبت دهکده خورشیدی در Vauban, فریبرگ, ۲۰۰۲
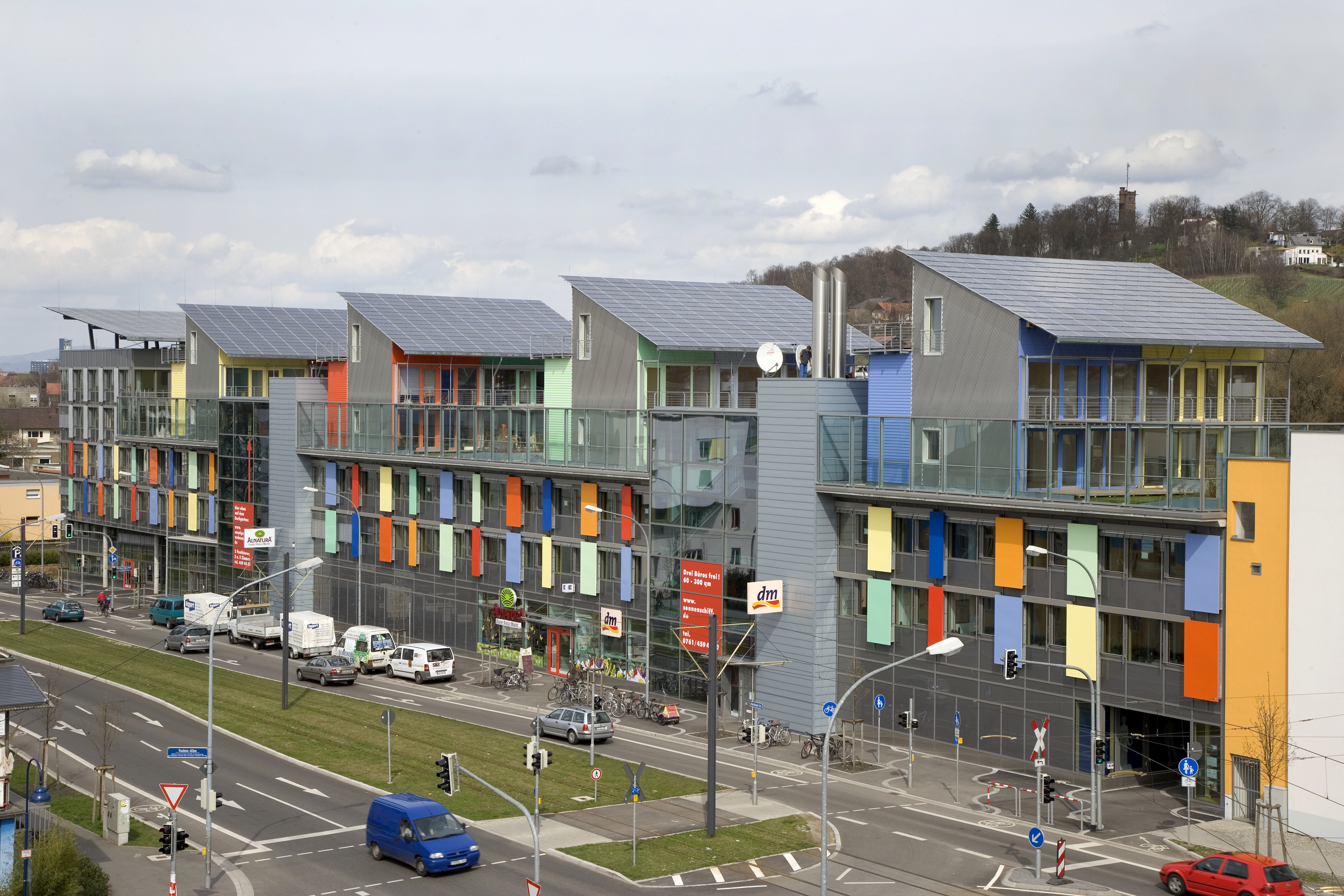
کشتی خورشیدی انرژِی مثبت در Vauban, فریبرگ, ۲۰۰۴

## همچنین مشاهده کنید
- معماری پایدار
- انرژی، به علاوه خانه
- طراحی خورشیدی منفعل
- خانه غیرفعال
- جنبش ضد هسته‌ای در آلمان
- ساختمان سبز
- ساختمان انرژی صفر